# Oreoneta fennica
Espèce
Oreoneta fennica est une espèce d'araignées aranéomorphes de la famille des Linyphiidae.

## Distribution
Cette espèce est endémique de Finlande. Elle se rencontre  en Ostrobotnie du Nord.

## Description
La femelle holotype mesure 3,28 mm.

## Étymologie
Son nom d'espèce lui a été donné en référence au lieu de sa découverte, la Finlande.

## Publication originale
- Saaristo & Marusik, 2004 : Revision of the Holarctic spider genus Oreoneta Kulczyński, 1894 (Arachnida: Aranei: Linyphiidae). Arthropoda Selecta, vol. 12, no 3/4, p. 207-249 (texte intégral).